# Brother Snakeoil and The Medicine Men
Brother Snakeoil & The Medicine Men ist eine deutsche Bluesband.

## Stil
Brother Snakeoil & The Medicine Men spielen einen recht rauen, traditionellen elektrischen Blues, mit Ansätzen, den man dem Chicago Blues und dem Texas-Blues zuordnet. Unter anderen Bluesmusikern und Szenekennern werden häufig die Slowblues-Songs der Band hervorgehoben und Jens Turowskis Gesangsstimme, seine intensive Gitarrenarbeit im Zusammenhang mit der hochdynamischen und dramatischen Vortragsart der Band hervorgehoben.
Texte und Musik der meisten Stücke stammen von Jens Turowski.

## Werdegang
Die Band wurde 2014 von den Musikern Jens Turowski („Brother Snakeoil“) und Klaus Brunschede in Düren gegründet. Beide hatten sich aus einer bestehenden Cover-Formation herausgelöst, um „echten“ Blues zu spielen. Sporadisch seit 2018, aktuell dauerhaftes Bandmitglied ist der britische Mundharmonikaspieler Little Roger C. Wade. Der Band wurde durch die Fachpresse mehrfach bestätigt, auf internationalem Niveau zu spielen und durchaus mit den amerikanischen Bluesacts mithalten zu können.
Jens Turowski starb am 18. August 2020 im Alter von 47 Jahren.

## Mitglieder
- Jens („Brother Snakeoil“) Turowski – Gitarre, Gesang († 18. August 2020)
- Little Roger C. Wade – Mundharmonika, Gesang
- Klaus Brunschede – Bass
- Dominik Wiegand – Schlagzeug

## Ehemalige Mitglieder
- Andreas Schieren – Schlagzeuger
- Tom Gerke – Schlagzeuger
- Huggy J. Borghardt – Pianist

## Sonstiges
Jens Turowski und Klaus Brunschede organisieren die regelmäßigen Blues-Sessions in der Kölner Torburg, die 2019 für den German Blues Award für den besten Club nominiert wurde.

## Diskografie
- Cures All. Steeplejack Music, 2019